# Union sportive concarnoise
Maillots
Actualités
Dernière mise à jour : 18 mai 2025.
L'Union sportive concarnoise, couramment abrégée en US Concarneau ou USC, est un club de football professionnel, situé à Concarneau dans le Finistère.
Fondé le 11 mars 1911 sous le nom de Union sportive concarnoise, le club vogue dans les échelons régionaux durant un peu moins de 60 ans. Le club renommé en Union sportive concarnoise-beuzécquoise en 1930 accède lors de la saison 1969-1970, au championnat de France amateur. Dès lors, ils s'installent dans les échelons nationaux amateurs (Division 3 et Division 4) échouant en 1977 à monter en Division 2 à cause d'une plus mauvaise différence de buts que l'EA Guingamp. Durant les années 1980, les Thoniers atteindront à deux reprises, les 16e de finale de la Coupe de France. Le club vit un long déclin durant les années 1990, passant de la troisième à la sixième division, jouant au premier échelon régional (Division d'Honneur). 
Les années 2000 verront les Thoniers faire l'ascenseur entre la CFA et la CFA 2 et battre le FC Nantes, alors en Ligue 2, trois buts à zéro, alors qu'ils jouent en cinquième division. Depuis 2010, le club joua en CFA 2 (une saison), en CFA (jusqu'en 2016) puis en National (à partir de 2016) tout en atteignant les quarts de finale de la Coupe de France en 2015. Le club revient à son nom d'origine (Union sportive concarnoise) en 2017. Lors de la saison 2022-2023, le club termine champion de National et accède à la Ligue 2, pour la première fois de son histoire. Pour couronner ce succès, le club obtient en 2023 une Victoire de la Bretagne. Le club ne restera qu'une seule saison en Ligue 2 et retourne en National dès 2024
Le club évolue  en National depuis 2024 et est dirigé par Stéphane Rossi depuis le départ de Stéphane Le Mignan en mai 2024. 

## Histoire du club

### Création du club et débuts (1911-1958)
L'Union sportive concarnoise est créée le 11 mars 1911, dans la boutique de Victor Hemon, tailleur travaillant dans le centre-ville de Concarneau,,,. En 1920, après avoir évolué sur de nombreux terrains (Kerambrigant, le Miné, au Petit Château), le club déménage sur un terrain au lieu-dit Kérampéru. Le terrain est alors loué par Yves Tual qui donnera son nom au futur stade du club. En même temps, le club est affilié à la nouvelle Ligue de l'Ouest (LOFA) et remporte dès sa première saison, le championnat de Troisième Série, troisième échelon régional. À la suite de ce titre de champion de Troisième Série, le club concarnois accepte, sur une demande de la commission de la LOFA, d'être directement promu en Première série. Les débuts dans ce championnat sont compliqués car l'USC termine dernier de son groupe lors des deux premières saisons mais est maintenu dans cette division. Lors de la saison 1924-1925, le club se maintient lors d'un barrage face à un club de Deuxième Série après avoir terminé dernier de son groupe.
En 1925, le club profite d'une rentrée d'argent pour construire les premières tribunes du Stade de Kérampéru. Lors de cette année, deux nouveaux clubs sont créés à ou proche de Concarneau, l'Hermine Concarnoise et le Beuzec Sport, Beuzec-Conq étant alors une commune indépendante de Concarneau. Après avoir remporté aisément le championnat, le club s'incline en finale face au Véloce vannetais après une lourde défaite dans le Morbihan et un match nul à domicile,. En décembre 1925, les tribunes du stade de Kérampéru, tout juste inaugurées, sont entièrement détruites lors d'une tempête. La saison suivante, 1926-1927, marque un tourment puisque le club participe pour la première fois à la Coupe de France. Après avoir éliminé le Stade Lesneven à Quimper, les Concarnois sont éliminés par l'AS Brestoise, club de Division d'Honneur (1er échelon régional),. En championnat, le club enchaîne trois finales de Première Série consécutives qui verront toujours l'adversaire s'imposer et la montée en Division d'Honneur. En Coupe de France, le club atteint à deux reprises le 4e tour, éliminé par Fougères puis par l'AS Brestoise, deux clubs de Division d'Honneur,.
En 1930, la hiérarchie des championnats de la Ligue de l'Ouest (LOFA) est changée et un nouveau championnat (Promotion d'Honneur) est créé entre la Division d'Honneur et la Première Série : le club intègre alors ce nouveau championnat et termine 4e sur 8. A la fin de cette saison, le club fusionne avec le Beuzec Sport pour former l'US Concarnoise-Beuzécquoise. Après deux saisons terminées à la troisième et quatrième place, le club doit jouer la saison suivante un barrage pour se maintenir en Promotion d'Honneur ; mais à la suite du forfait du Mellinet de Nantes, le club est maintenu en PH sans jouer de matchs. Jusqu'en 1936, le club termine ses saisons au milieu de tableau, mais lors de la saison 1936-1937, le club termine dernier et est relégué jusqu'à ce que la LOFA décide de passer le groupes de PH de 8 à 10 équipes, ce qui entraîne le repêchage de l'USCB. Jusqu'au début de la Seconde Guerre Mondiale, le club stagne en PH, terminant toujours dans le « ventre mou » et en Coupe de France, le club ne dépasse pas les premiers tours régionaux.
Durant l'occupation allemande, le club participe aux Coupes de l'Avenir ainsi qu'à la Coupe de France. L'après-guerre voit le club retourner en Promotion d'Honneur comme durant les années 1930, y stagner pendant treize saisons et créer une section basket-ball, toujours active de nos jours. En 1952, le club rachète pour 500 000 francs le terrain comportant son stade, à Kérampéru. En 1958, le club remporte le championnat de Promotion d'Honneur haut la main et accède pour la première fois à la Division Régionale Honneur (DRH), le second niveau régional,.

### Ascension jusqu'au niveau national (1958-1969)
Pour sa première saison en Division Régionale Honneur (DRH), le club termine premier de son groupe et est directement promu en Division d'Honneur (DH) pour la première fois de son histoire. Cependant cette première saison en DH sera catastrophique, en terminant dernier avec quatre victoires sur vingt-quatre rencontres, tout en encaissant 83 buts. Le club retourne en DRH et voit durant la saison 1960-1961 son record de spectateurs au stade Yves-Tual battu puisque 3 667 spectateurs assistent au match de cinquième tour opposant le club à l'AS Brestoise, alors club de CFA (l'USCB sera logiquement battu 3 buts à 1 par les Brestois). Le club fait alors l'« ascenseur » entre la DH et la DRH puisque la saison suivante, il est de nouveau promu en DH mais il redescend en 1963. Après une nouvelle promotion en DH, le club se maintient et s'y stabilisera alors jusqu'à la fin des années 1960.
Maintenu en DH en 1965 après une belle cinquième place suivi d'une quatrième place en 1966, le club va, en 1967, briller sur la scène nationale en atteignant les 32e de finale. L'USCB se voit alors opposé au SC Bastia, club de deuxième division et alors à la lutte pour la montée en première division. Cependant, il n'y aura pas d'exploit pour les Concarnois : au Mans, ils sont battus trois buts à zéro face aux Corses. En championnat, après une saison 1966-1967 moyenne avec une septième place, le club termine juste en dessous du podium en 1968. En 1969, c'est la consécration puisque l'USCB termine premier de Division d'Honneur. Le club est alors promu pour la première fois en CFA et jouera pour la première fois dans un championnat de niveau national,.

### De la Division d'Honneur aux portes de la Division 2 (1969-1977)
Promu pour la première fois de son histoire au niveau national, en CFA, l'USCB se retrouve dans le groupe « Ouest » avec notamment le SM Caen, le Stade lavallois, et le Stade brestois. Malgré une victoire pour son premier match face au Poitiers PEPP, le club enchaîne 17 matchs sans victoires, 8 matchs nuls et 9 défaites. En dépit d'un rebond avec 3 victoires en 5 matchs, la fin de saison est catastrophique et finalement le club termine dernier avec seulement 4 victoires en 30 matchs. Si ce classement condamne toute équipe à la relégation, l'USCB est maintenu en CFA à la suite de la réforme des championnats nationaux. Pour la seconde saison du club en CFA, l'équipe s'adapte à ce nouveau championnat en terminant septième à égalité avec le Stade briochin, ayant terminé à la quatrième place.
La saison suivante, le club se maintient de nouveau en terminant à la cinquième place et se qualifie en parallèle, pour la seconde fois de son histoire, en 32e de finale de la Coupe de France. Les Finistériens se retrouvent opposés au FC Rouen, club de deuxième division. À Brest, les Thoniers s'inclineront deux buts à zéro, encaissant les deux buts dans les 15 dernières minutes. La saison suivante, 1972-1973, voit les Thoniers se retrouver dans le groupe du Paris Saint-Germain tout juste séparé du Paris FC et terminer à la sixième place. Les deux prochaines saisons du club en Division 3 sont moyennes et le club terminent dans le milieu de tableau (10e en 1974, 9e en 1975). La saison 1975-1976 verra les Thoniers de nouveau atteindre la 5e place avec 33 points, quand la montée en Division 2 sera acquise par les rivaux finistériens du Stade quimpérois (terminant avec 38 points). En effet, bien que 5e, le club est second du classement des équipes premières (pouvant être promues) car les réserves de Nantes, Paris et Rennes ont terminées respectivement première, troisième et quatrième du groupe. L'USCB était alors à une seule place de la montée en deuxième division. C'est aussi lors de cette saison que le club battra son record d'affluence puisque 5 356 spectateurs assistent au derby opposant les Thoniers au Stade quimpérois.
La saison suivante voit l'USCB se hisser à la première place durant toute la première partie de saison. Le club se retrouve en concurrence avec l'EA Guingamp pour l'accession en deuxième division. Cependant, les Thoniers s'inclineront à deux reprises face aux Guingampais, et une mauvaise passe entre la 17e et la 22e journée voit l'USCB dégringoler à la 4e place. En Coupe de France, les Concarnois atteignent le 7e tour, éliminés de nouveau par un club de Division 2, cette fois-ci par le Stade Quimpérois, à Quimper sur le score de quatre buts à un. Finalement, les Thoniers terminent à la troisième place derrière l'En Avant Guingamp et par conséquent échouent de nouveau de peu à la montée en deuxième division, à cause cette fois d'une moins bonne différence de buts (+4 contre +11), les deux équipes ayant terminées avec 40 points et derrière la réserve du FC Nantes qui ne pouvait pas être promue.

### Instabilité sportive, entre la Division 3 et Division 4 (1977-1990)
La saison 1976-1977 constituera l'apogée de l'USC en Division 3 : en effet, le début de saison 1977-1978 est catastrophique avec deux lourdes défaites 7-0 et 6-1 face aux réserves rouennaises et brestoises lors des cinq premières journées. Malgré cela et une nouvelle lourde défaite 8-0 face à la réserve du Stade lavallois, les Thoniers réussiront à se maintenir à un point du premier relégable, le FC Lorient. La saison suivante sera tout aussi moyenne avec une 13e place à cinq points du premier relégable. La saison 1979-1980 sera celle de trop puisque les Concarnois terminent 14e, ce qui est synonyme de relégation dans la nouvelle Division 4, alors que le club jouait la montée en deuxième division, trois saisons auparavant...
Cette première saison dans le quatrième échelon national va voir les Thoniers se maintenir à trois points près en terminant 11e du groupe D. Après cette première saison difficile, les Thoniers réussiront une saison presque parfaite avec seulement deux défaites en championnat en une première place synonyme de remontée en Division 3. En parallèle, le club concarnois va « surprendre » en Coupe de France puisqu'ils atteignent de nouveau les 32e de finale ; mais contrairement aux fois précédentes, les concarnois arrivent à se qualifier en battant, à Quimper, l'UCK Vannes, aux tirs au but. Le club est donc qualifié pour les 16e de finale où il affrontera le Stade brestois, club de Division 1. L'opposition a lieu en matchs aller-retour : or le stade Yves-Tual n'est pas aux normes pour accueillir le match, ce qui entraîne les Thoniers à devoir jouer au stade de Penvillers à Quimper. L'USC battra son record d'affluence pour un match à « domicile », puisque 7 513 spectateurs vont assister à la défaite des Concarnois par trois buts à zéro. Au match retour, au stade de l'Armoricaine, ils s'inclineront cinq buts à un, ce qui confirme leur élimination.
Le retour de l'USC en Division 3 sera bref puisque les Thoniers sont relégués dès leur première saison, terminant 16e sur 18. Le retour en Division 4 sera catastrophique pour eux puisqu'ils terminent 12e sur 14, synonyme de descente en Division d'Honneur. Cependant l'USC sera repêché. Après ce maintien « miracle », la saison 1984-1985 sera totalement opposée à la précédente puisque les Thoniers jouent la montée en terminant à la deuxième place, synonyme de retour en Division 3. La saison 1985-1986 verra de nouveau l'USC faire l'ascenseur puisqu'ils terminent avant-dernier du groupe « Ouest », l'USC étant durant cette saison, la pire défense, tous groupes confondus, encaissant 68 buts en 30 matchs. En parallèle, le club réalise de nouveau une nouvelle bonne performance en Coupe de France, atteignant pour la seconde fois de son histoire les 16e de finale, où ils tiendront tête au Limoges FC, étant éliminés 2-1 sur l'ensemble des deux matchs (1-1 au Stade Yves-Tual, devant 3 556 spectateurs et 0-1 à Limoges),.
Cette troisième relégation en Division 4 verra de nouveau les Thoniers jouer le maintien mais cette fois-ci ils se sauveront sportivement grâce à une dixième place à trois points du premier relégable. En parallèle, ils échoueront de peu à atteindre de nouveau les 16e de finale puisqu'ils sont éliminés en 32e de finale par l'UCK Vannes, aux tirs au but. La saison suivante, l'USC remonte de nouveau en Division 3 grâce une deuxième place derrière la réserve du SCO d'Angers. Durant cette saison, le stade Yves-Tual sera détruit par l'Ouragan de 1987 : le toit de la tribune sera arraché, les projecteurs brisés et les gradins se seront envolés. La construction du futur stade Guy-Piriou commence alors à une centaine de mètres de l'ancien stade.
La saison 1988-1989 voit le retour du club en Division 3 et l'inauguration du nouveau stade de Kérampéru. Contrairement à leurs expériences précédentes à ce niveau, les Concarnois réaliseront une excellente saison avec une 5e place qui leur permet de se maintenir au troisième échelon pour la première fois depuis 1979. Durant cette saison, les Concarnois se feront éliminer par le Quimper CFC, de nouveau en 32e de finale après avoir joué son 8e tour à Papeete, ce qui constitue le plus long déplacement de l'histoire du club,. La saison suivante voit l'USC de nouveau se maintenir en Division 3, terminant 12e sur 16.

### Déclin et retour en Division d'Honneur (1990-2000)
Pour sa troisième saison consécutive, en Division 3, l'USC a pour objectif le maintien. Cependant, la saison est très difficile et le club doit jouer des barrages pour se maintenir à cause de leur quinzième place. En barrage, Concarneau bat l'équipe réserve du FC Rouen 4-3, s'incline 4-1 à Saint-Dié-des-Vosges avant d'assurer son maintien en s'imposant 2-0 sur le terrain du FC Pau. Le club se maintient de justesse et disputera une quatrième saison en Division 3. Mais celle-ci sera catastrophique pour les Thoniers qui termineront dernier en remportant seulement trois rencontres et en ne remportant aucun de ses douze derniers matchs. En Division 4, le club réalise une seconde saison catastrophique et termine relégable. Cependant, la réforme des championnats fait que l'USC est reversé dans la nouvelle National 3.
En National 3, le club réalise une saison moyenne et termine à la neuvième place à un point du SCA Saint-Jean d'Angély, premier relégable. La saison suivante sera similaire à la précédente puisque le club termine à la dixième place et se maintient pour la seconde fois. La troisième saison en National 3 sera catastrophique avec une dernière place synonyme de relégation en Division d'Honneur et un retour au niveau régional pour la première fois depuis 1969. Là, l'USC réalise un début de saison catastrophique avec quatre défaites successives pour débuter le championnat. Heureusement, les Thoniers se redresseront et termineront à une bonne cinquième place. La saison suivante, 1997-1998, sera similaire à la précédente puisque l'USC termine quatrième, échouant à remonter en National 3. La troisième saison consécutive en 1998-1999 sera excellente mais le club échoue à remonter en National 3 puisqu'il termine à un point du premier, La Vitréenne FC. Enfin, lors de la saison 1999-2000, le club parvient à terminer à la première place et à remonter en National 3.

### Stagnation entre la CFA/CFA 2 et parcours en Coupe de France (2000-2016)
Après son titre de champion de Division d'Honneur, les Thoniers retrouvent le niveau national et la CFA 2. Ce retour sera marqué par une douzième place sur 16 à 4 points du premier relégable, l'USJA Carquefou et un 32e de finale de Coupe de France où les Thoniers seront éliminés par Vendée Fontenay Foot devant 2 904 spectateurs à Kérampéru (un record),. La saison suivante, l'USC livre une meilleure prestation et termine dans le milieu de tableau avec une septième place. En 2003, alors que le club vend le stade de Kérampéru à la ville de Concarneau, il termine premier en CFA 2 et est donc promu en CFA,. Le passage en CFA sera bref puisque l'USC termine dernier avec seulement 4 victoires et redescend en CFA 2. La saison 2004-2005 marque la création du site officiel du club et pour son retour en CFA 2, l'USC termine en milieu de tableau (9e sur 16) avant de remontée en CFA lors de la saison suivante en terminant second et en étant désigné champion de CFA 2 par la FFF,,.
Champion de CFA 2, les Thoniers retrouvent le CFA lors de la saison 2006-2007 mais une nouvelle fois, l'USC ne parviendra pas à se maintenir en terminant dernier avec seulement 4 victoires en 34 matchs. Malgré cette saison décevante, les Thoniers atteindront les 32e de finale de Coupe de France où ils seront éliminés par Vannes, entraîné par Stéphane Le Mignan et quart de finaliste de cette édition. De retour en CFA 2 lors de la saison 2007-2008, les Concarnois devront attendre la dernière journée pour valider leur maintien au terme d'une saison difficile. Les deux saisons suivantes verront l'USC terminer cinquième puis troisième de CFA 2 mais surtout briller en Coupe de France où ils affronteront l'Olympique lyonnais de Karim Benzema pour une défaite 6-0 au stade de Roudourou en 2009 et éliminer le FC Nantes (Ligue 2), trois buts à zéro dans un stade de Kérampéru rempli par 4 500 spectateurs (record d'affluence battu),,,. Lors de la saison 2010-2011, l'USC termine second et est de nouveau promu en CFA.
Le 11 mars 2011, le club fête son centenaire et le stade de Kérampéru est renommé « Stade municipal Guy Piriou », afin de rendre un hommage à Guy Piriou, président du club de 1984 à 1994, cofondateur des chantiers navals Piriou (plus gros employeur de la ville) et décédé le 16 janvier 2009,. Pour son retour en CFA, l'USC a pour objectif de se maintenir après deux tentatives infructueuses et y parvient en terminant 7e sur 18. La saison suivante voit l'USC terminer 9e dans une saison à risques puisque 5 équipes sont relégués pour permettre le passage du CFA de 18 à 16 équipes par groupe. La saison 2013-2014 voit les Thoniers terminer 7e en CFA et en parallèle atteindre les 16e de finale de Coupe de France où ils seront éliminés par le futur vainqueur, l'EA Guingamp (Ligue 1) après prolongations, dans un stade Guy-Piriou à guichets fermés (record d'affluence avec 6 200 spectateurs),.
La saison 2014-2015 restera dans l'histoire du club. En championnat, l'USC termine 4e de CFA après joué la montée en National durant toute la saison alors qu'en Coupe de France, les Concarnois éliminent deux équipes de Ligue 2 à Guy-Piriou, les Chamois niortais en 32e de finale puis le Dijon FCO lors du tour suivant,. Opposés à Croix en huitièmes de finale, les Thoniers s'imposent aux tirs au but et joueront les quarts de finale. Le parcours de l'USC se terminera en quarts de finale où ils seront de nouveau éliminés par l'EA Guingamp (1-2) au stade du Moustoir après avoir tenu le 1-1 jusqu'à la 92e minute. La saison 2015-2016 sera celle de la consécration puisque les Thoniers accèdent au National en terminant premier de son groupe alors qu'en Coupe de France, ils atteignent les 16e de finale, éliminés par l'ES Troyes AC (1-3), club de Ligue 1,,.

### L'USC en National: de saisons moyennes à une promotion en Ligue 2 (2016-2023)

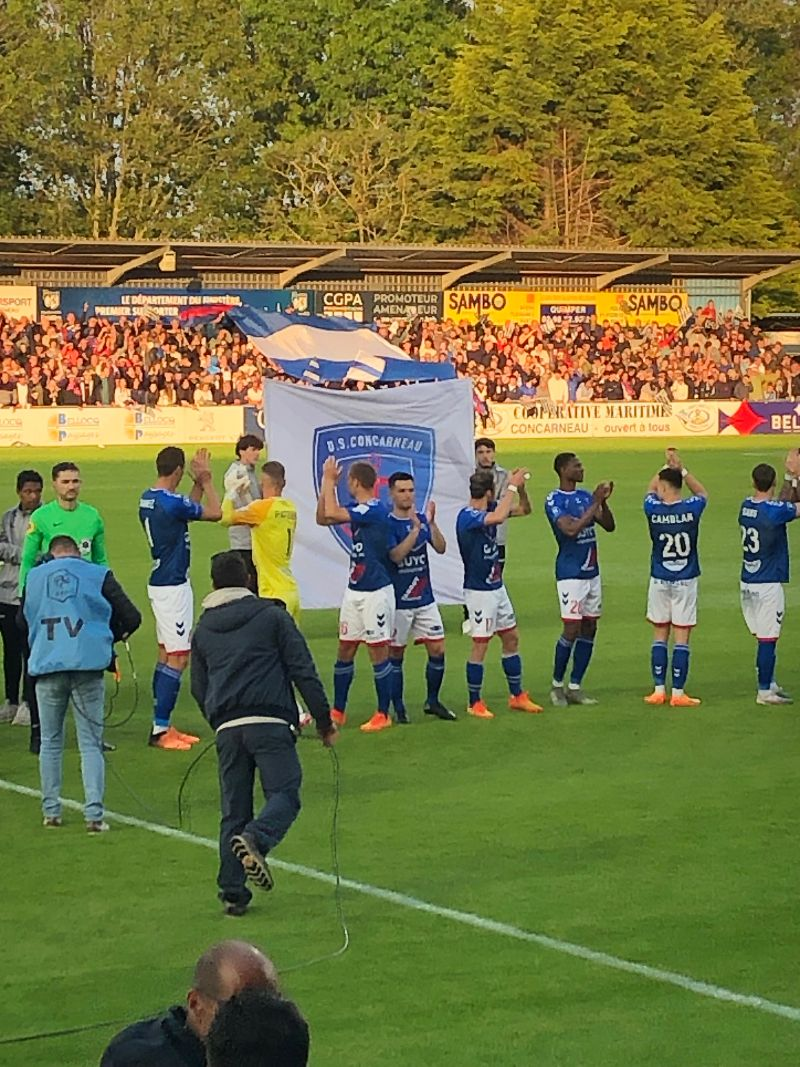
L'USC au Stade Guy-Piriou face à Bourg-en-Bresse 01 en 2023.

Plus de vingt ans après sa dernière participation à la Division 3, la formation concarnoise, pour son retour au troisième échelon du football français, réalise une première partie de saison de haut niveau en engrangeant 31 points en 17 journées de National avec 9 victoires, 4 nuls et 4 défaites. Ce qui positionne la formation finistérienne à la première place du classement à trois unités devant les concurrents de l'US Quevilly-Rouen et de l'US Boulogne. Après une deuxième partie de saison plus compliquée avec beaucoup de défaites, Concarneau finit 11e sur 18. La saison 2017-2018 est difficile, Concarneau finissant 13e après avoir été longtemps dans la zone des relégables. La saison suivante, en moitié de parcours, Concarneau est 10e avec 21 points. À la dernière journée, les Thoniers officialisent leur maintien face à Bourg-Péronnas, après un match nul. Concarneau termine 13e avec 40 points.
Pour la saison 2019-2020, avec son nouvel entraîneur Benoît Cauet arrivé en janvier 2019 à la place de Nicolas Cloarec et sept nouvelles recrues sur contrat fédéral, l'USC jouera pour la quatrième saison d'affilée en National 1, qui débute en accueillant l'US Avranches. En février 2020, Benoît Cauet est démis de ses fonctions d'entraîneur en raison d'un manque de confiance de la part de l'équipe masculine qu'il entraîne. En attendant son remplaçant, Pascal Laguillier (ex-entraîneur adjoint de l'équipe) assure l'intérim. Les Thoniers enchaînent alors quatre victoires, ce qui les sauve de la relégation en National 2.
Au début de l'exercice 2020-2021, c'est Stéphane Le Mignan qui prend les rênes de l'équipe. À la fin de la saison, les Thoniers obtiennent le meilleur classement de leur histoire en finissant à la 5e place avec 48 points pour un bilan de 11 victoires, 15 nuls et 8 défaites. La saison suivante les voit échouer à la montée en Ligue 2 BKT, en terminant quatrième avec 58 points, après avoir été dans le top 3 durant la majeure partie de la saison. La saison 2022-2023 voit l'USC être de nouveau dans le haut de tableau et jouer la montée en Ligue 2. Lors de la 34e et dernière journée de l'édition, les Thoniers remportent le titre de champion du National et accèdent à la Ligue 2.

### Une saison en Ligue 2 (2023-2024)

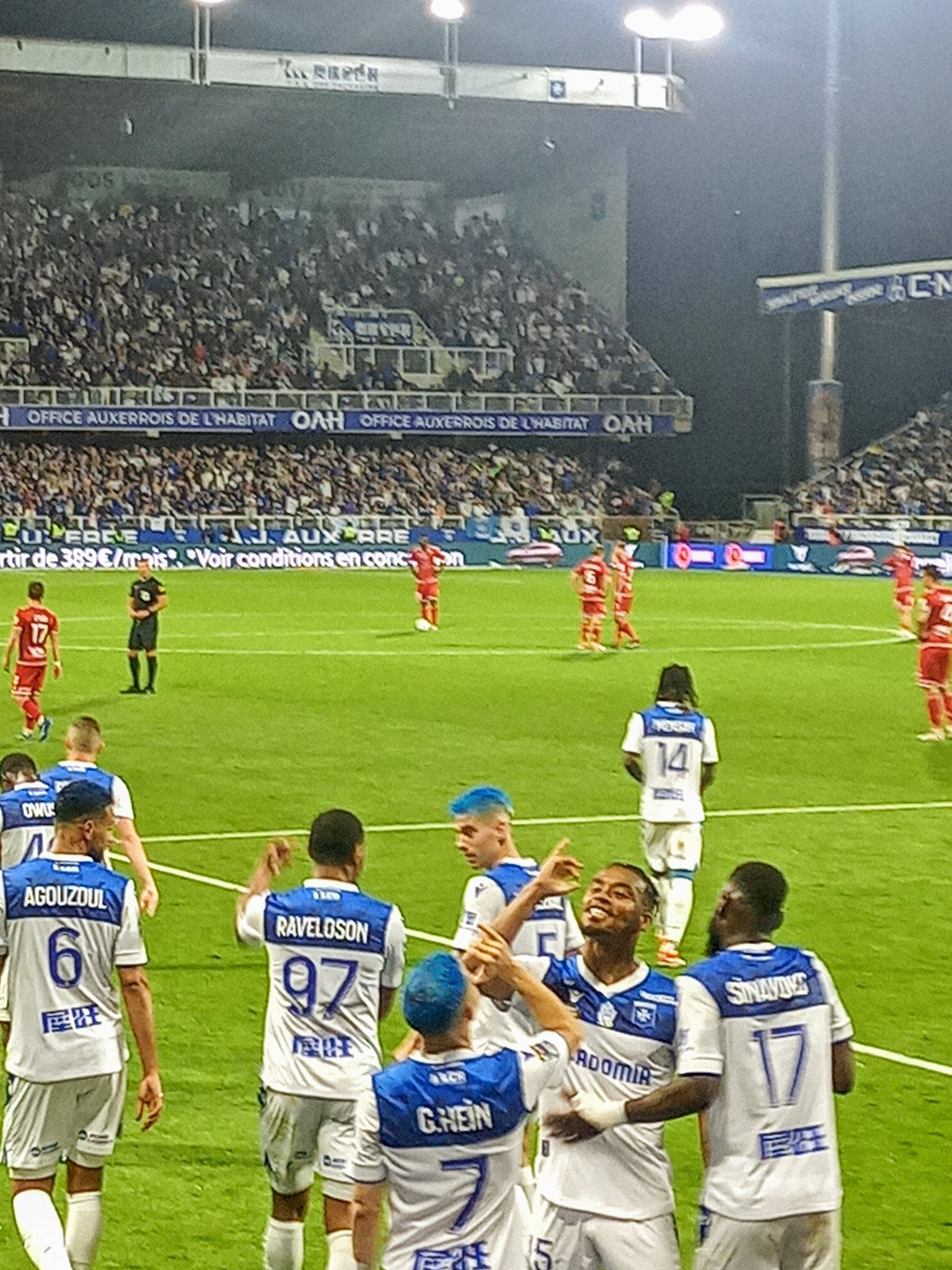
Dernier match de l'USC en Ligue 2 face à l'AJ Auxerre en 2024.

À la suite de cette montée, pour la première fois de son histoire, le club devient professionnel. Le club concarnois est le second club sud-finistérien (après le Stade quimpérois) et le troisième club finistérien (après le Stade quimpérois et le Stade brestois 29) à atteindre la seconde division. Cependant, l'équipe ne pourra pas jouer à Concarneau, le Stade Guy-Piriou n'étant pas aux normes pour accueillir des matchs de Ligue 2. Les Thoniers joueront en alternance entre le stade du Moustoir de Lorient et le stade Francis-Le Blé de Brest, après avoir joué deux matchs « à domicile » au stade de Roudourou de Guingamp. Des imprévus avec le stade du Moustoir fait également joué les Thoniers , au Roazhon Park de Rennes et au Stade Michel-d'Ornano de Caen.
Après un début de saison compliquée avec une première victoire obtenue seulement lors de la 6e journée, face à Quevilly-Rouen, les Thoniers bataillent pour le maintien mais restent en dehors de la zone des relégables, atteignant la 11e place après une victoire 3-0 face au Stade lavallois, pourtant premier de Ligue 2 à ce moment-là,. Une période compliquée en novembre et décembre, après tout de même une victoire lors du derby face à l'EA Guingamp, rapproche l'USC des relégables avec une 14e place à la trêve. L'année 2024 débute bien pour l'USC avec 3 victoires lors des 5 premiers matchs de la phase retour, en partie acquise grâce à l'efficacité de Pape Ibnou Ba, meilleur buteur avec 12 buts. Mais une fin de saison catastrophique avec aucune victoire en 12 matchs a pour conséquence que l'USC est officiellement relégué en National lors de la 36e journée après une défaite face à Grenoble.

### Retour en National et professionnalisation du club (depuis 2024)
Après une saison en Ligue 2, l'USC retrouve le National et voit de nombreux changements au sein du club. Stéphane Rossi succède à Stéphane Le Mignan au poste d'entraîneur, le mercato voit 80 % de l'effectif être renouvelé avec 22 départs pour 15 arrivées et la saison 2024-2025 voit le club jouer dans un Stade Guy-Piriou en rénovation,,. Le début de saison du club est excellent, le club s'installant dans le top 5 en atteignant même la première place lors de la 10e journée mais est éliminé aux tirs au but par Laval, club de Ligue 2 en Coupe de France,. La suite du championnat est beaucoup plus compliquée avec 7 points pris en 13 matchs et descend jusqu'à la 14e place mais grâce à une bonne fin de saison, le club officialise son maintien à trois journées de la fin après une victoire 5-1 face à Quevilly,.

## Identité

### Historique du logo
En 2017, le logo est changé. Il y est inscrit US Concarneau en blanc et est représenté une ancre en rouge, avec la date de création du club inscrit dessus ainsi que la ville close en blanc sur un fond bleu, les trois couleurs du club (bleu, blanc et rouge) sont présentes.

Logo avant 2017.
Logo actuel.

### Couleurs et affiliations

#### Affiliations
Le club adhère à l'Union des sociétés françaises de sports athlétiques lors de sa création en 1911. Cette adhésion sera éphémère puisque le club rejoint en 1919 la Ligue de l'Ouest de Football Association et donc la Fédération française de football dont la LOFA est affiliée. Elle reçoit alors le numéro d'affiliation 120. Aujourd'hui, le club a comme numéro d'affiliation 38, obtenu lors du reformatage de 1947.

#### Couleurs
Les couleurs de l'US Concarneau sont depuis la création du club en 1911, le bleu, blanc et rouge.
Le maillot domicile est généralement bleu et blanc jusqu'à la saison 2023-2024, où le club présente un maillot uniquement bleu, si ce n'est les sponsors en blanc. Le maillot extérieur est généralement entièrement rouge avec les sponsors en blanc. Le troisième maillot est blanc avec les sponsors en bleu jusqu'à la saison 2023-2024 où apparait deux bandes, bleu et rouge.
| \| 2017-2018 \| 2020-2021 \| 2022-2023 \| 2023-2024 \| 2024-2025 \| |           |           |           |           |
| 2017-2018                                                           | 2020-2021 | 2022-2023 | 2023-2024 | 2024-2025 |

| \| 2017-2018 \| 2020-2021 \| 2022-2023 \| 2023-2024 \| 2024-2025 \| |           |           |           |           |
| 2017-2018                                                           | 2020-2021 | 2022-2023 | 2023-2024 | 2024-2025 |

| \| 2020-2021 \| 2022-2023 \| 2023-2024 \| 2024-2025 \| |           |           |           |
| 2020-2021                                              | 2022-2023 | 2023-2024 | 2024-2025 |

## Bilan sportif

### Palmarès
| Compétitions nationales | Compétitions régionales |
| Championnats - Championnat de France D2 - Meilleure performance : 19e en 2024 - Championnat de France D3 (1) - Champion : 2023 - Championnat de France D4 - Championnat de France amateur - Vainqueur de groupe : 2016 - Championnat de France de Division 4 - Vainqueur de groupe : 1982 - Championnat de France D5 (1) - Champion : 2006 - Vainqueur de groupe : 2003 Coupes - Coupe de France - Meilleure performance : quart de finale en 2015 | Championnats - Division d'Honneur (2) - Champion : 1969 et 2000 - 1re série Bretagne - Finaliste : 1926, 1927 et 1928 - 3e série Bretagne (1) - Champion : 1921 Coupes - Coupe de Bretagne - Finaliste : 1999 - Coupe de Cornouaille (1) - Vainqueur : 1921 |

Distinctions et trophées divers
- Victoires de la Bretagne
  - Victoire du public (1) - 2023[1]
- Trophées du National
  - Meilleur joueur (2) - 2022 (Fahd El Khoumisti)[113], 2023 (Amine Boutrah)[114]
  - Meilleur gardien (1) - 2022 (Vincent Viot)[113]
  - Révélation de la saison (1) - 2018 (Julio Donisa)[113]
  - Meilleur entraîneur (1) - 2023 (Stéphane Le Mignan)[114]

### Bilan des championnats disputés
Dernière mise à jour : 1er juin 2025
| Compétition                          | Participations | Titres | MJ   | V   | N   | D   | BP   | BC   | Diff |
| ------------------------------------ | -------------- | ------ | ---- | --- | --- | --- | ---- | ---- | ---- |
| Ligue 2                              | 1              | 0      | 38   | 10  | 8   | 20  | 39   | 57   | -18  |
| Championnat de France D3             | 23             | 1      | 713  | 241 | 206 | 266 | 836  | 960  | -124 |
| National                             | 8              | 1      | 259  | 96  | 80  | 83  | 321  | 295  | +26  |
| Division 3                           | 15             | 0      | 454  | 145 | 126 | 183 | 515  | 665  | -150 |
| Championnat de France D4             | 14             | 0      | 410  | 140 | 126 | 144 | 512  | 509  | +3   |
| CFA                                  | 7              | 0      | 226  | 72  | 69  | 85  | 269  | 291  | -22  |
| Division 4                           | 7              | 0      | 184  | 68  | 57  | 59  | 243  | 218  | +25  |
| Championnat de France D5             | 12             | 1      | 348  | 132 | 104 | 112 | 427  | 432  | -5   |
| CFA (1935-1971)                      | 2              | 0      | 54   | 12  | 18  | 24  | 58   | 77   | -19  |
| Bilan toutes compétitions confondues | 52             | 2      | 1563 | 535 | 462 | 566 | 1872 | 2035 | -163 |

### Parcours du club
Ce tableau récapitule le parcours du club de 1933, création du premier championnat professionnel, à 1970, fin de la séparation des équipes professionnelles et amateures,.
Ce second tableau récapitule le parcours de l'US Concarneau de 1970 et la réorganisation des championnats du football français à 2000 et son retour au niveau national après avoir été champion de Division d'Honneur,.
Ce troisième tableau récapitule le parcours de l'US Concarneau de 2000 à aujourd'hui,. Le club joue actuellement en National.
| Promotion | Relégation |

### Parcours en Coupe de France
La Coupe de France est créée en 1917 mais les Thoniers ne participeront pas jusqu'en 1926. La saison 1926-1927 maque la première participation de l'US Concarneau en Coupe de France où le club sera éliminé lors du tour éliminatoire par l'AS Brestoise. Durant 40 années, l'USC ne parviendra jamais à passer les tours préliminaires, atteignant au maximum, le 6e tour en 1963.
En 1967, pour la première fois de son histoire, les Thoniers accèdent aux 32es de finale et affrontent le SC Bastia (Division 2) au Mans mais ils s'inclinent trois buts à zéro. Cinq ans plus tard, en 1972, les concarnois s'inclinent de nouveau en 32e de finale face au FC Rouen (Division 2) à Brest, deux buts à zéro. À partir des années 1980, les Thoniers naviguent entre la 3e et 4e division mais cela n'empêche pas le club d'atteindre à deux reprises les 16e de finale. En effet, en 1982, ils affrontent le Stade brestois (Division 1) pour le premier 16e de finale de leur histoire. Le club s'incline par deux fois, trois buts à zéro au Stade de Penvillers de Quimper lors du match aller et cinq à un lors du match retour à Brest. Quatre ans plus tard, le club retrouve les 16e de finale, cette fois contre le Limoges FC (Division 2) et les Thoniers s'inclinent deux buts à un au total sur les deux matchs, un but partout à Concarneau et un but à zéro à Limoges. L'année suivante, Concarneau est éliminé par l'UCK Vannes (Division 4).  
En 1989, les Thoniers effectuent le plus long déplacement de son histoire, et se qualifient face au Central de Papeete (Tahiti) 4-0, et accèdent à un nouveau 32e de finale où ils seront éliminés par le Quimper CFC (Division 2). En 2001, l'USC atteint les 32e de finale pour la première fois depuis presque 15 ans et se fait éliminer par Fontenay VF 1-2 à Kérampéru devant 3000 spectateurs. Lors de la saison 2008-2009, les Thoniers se font éliminer en 32e de finale par l'Olympique lyonnais (Ligue 1), six buts à zéro. Lors de la saison suivante, l'USC (CFA 2 - 5e division) créé un exploit en éliminant le FC Nantes (Division 2) 3-0 à Kérampéru devant plus de 4000 spectateurs. Lors de la saison 2013-2014, les finistériens se qualifient pour les 16e de finale, pour la première fois au XXIe siècle, en battant 1-0 l'AS Poissy en 32es et affrontent l'EA Guingamp (Ligue 1), futur vainqueur de la coupe, face à qui les Thoniers s'inclinent 2-3 après prolongations au stade Guy-Piriou devant 6200 spectateurs,. 
Pour la première fois de son histoire, lors de la saison 2014-2015, l'USC atteint les quarts de finale en battant l'IC Croix chez lui dans le Nord, en 8e de finale et après avoir battu les Chamois niortais et le Dijon FCO, deux clubs de Ligue 2. L'aventure se terminera un mois plus tard, de nouveau face à Guingamp, sur une défaite 1-2. L'année suivante, l'USC atteint encore la phase finale de la Coupe de France, mais elle est battue en 16e de finale 1 à 3 par le club ESTAC Troyes de Ligue 1. Lors de la saison 2017-2018, Concarneau se fait éliminer en 16e de finale par l'US Granville 2 à 3 après avoir éliminé les petits poucets de Houilles en 32e et le Stade brestois 29 (Ligue 2) au 8e tour,. La saison suivante, l'US Concarneau se fait éliminer par le SC Bastia en 32e de finale aux tirs au but. Depuis, le club n'arrive plus à atteindre les 32e de finale, éliminés cinq fois durant les tours préliminaires.
| Vainqueur | Finaliste | Demi-finale | Quart de finale | 8e de finale | 16e de finale | 32e de finale |
| 0         | 0         | 0           | 1               | 0            | 5             | 8             |

## Personnalités

### Propriétaires
La section professionnelle de l'US Concarneau est gérée par la SAS US Concarnoise, société par action simplifiée dont la société Piriou Sport Développement détient 85 % des parts. Cette société est détenue majoritairement par Jacques Piriou qui est de facto propriétaire du club.
| Période           | Actionnaire majoritaire                                                             |
| ----------------- | ----------------------------------------------------------------------------------- |
| 1911 - 2017       | Création officielle de l'US Concarneau sous la forme d'une Association loi de 1901. |
| 2017 - avril 2024 | Jacques Piriou                                                                      |
| avril 2024 -      | Piriou Sport Développement                                                          |

### Présidents
Le premier président de l'histoire de l'US Concarneau est Julien de Malherbe qui dirigea le club durant les années 1910. Le club fut dirigé par André Le Floch entre 1919 et 1923. En 1926, le club participa pour la première fois à la Coupe de France sous l'impulsion du président Bonduelle.
Depuis 1983, la famille Piriou est principalement à la tête du club. Tout d'abord, Guy Piriou fut président du club de 1983 à 1993 (le stade porte aujourd'hui son nom), puis Jacques Piriou, à la tête du club, depuis 2003.
| Pays | Nom                | Période         |  | Pays              | Nom             | Période         |
| ---- | ------------------ | --------------- |  | ----------------- | --------------- | --------------- |
|      | Julien de Malherbe | 1911 - 1912     |  |                   | Alain Le Page   | dates inconnues |
|      | Henri Dubois       | 1912 - 1916     |  | Jean Lancien      | dates inconnues |                 |
|      | Charles Rayer      | 1916 - 1919     |  | Fernand Louarn    | dates inconnues |                 |
|      | André Le Floc'h    | 1919 - 1923     |  | Charles Linement  | années 1950     |                 |
|      | Gault              | 1923            |  | Jean Larvol       | 1980 - 1983     |                 |
|      | Joset              | 1923 - 1924     |  | Guy Piriou        | 1983 - 1993     |                 |
|      | Gaston Bonduelle   | 1924 - 19??     |  | Jean-Paul Le Roux | 1994 - 1996     |                 |
|      | Philippe Tallec    | dates inconnues |  | Jacques Piriou    | depuis 2003     |                 |

### Entraîneurs

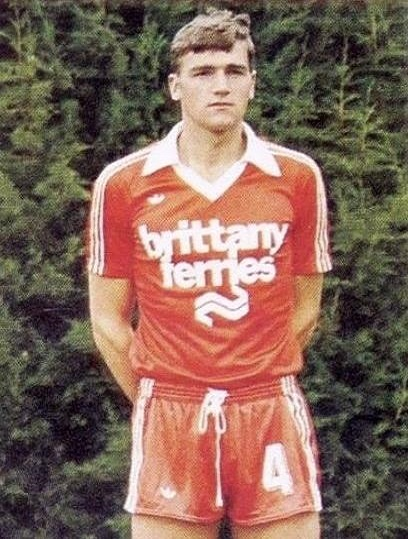
Yvon Le Roux (ex-international français) entraînera le club en 2004.

Durant son histoire, l'US Concarneau a connu plusieurs entraîneurs ayant façonné son histoire. Succédant à Jacques Debeillex, Georges Vinsonneau est l'entraîneur ayant amené le club pour la première fois au niveau national à la fin des années 1960. Puis vint Marcel Le Borgne qui stabilisa le club en troisième division avant que Daniel Guillou amène le club aux portes de la Division 2, échouant à la différence de buts par rapport à l'EA Guingamp. Après avoir quitté le club en 1980, remplacé par René Le Lamer, il reviendra en 1984 remplaçant ce dernier et faisant remonter le club aux portes de la Division 2, une nouvelle fois sans réussir à promouvoir le club en Division 2.
Après le départ de Daniel Guillou, le club connaîtra une forte période d'instabilité au poste d'entraîneur durant 20 années où le club a été entraîné notamment par Živko Slijepčević, Yvon Le Roux, Jean-Yves Kerjean et Serge Le Dizet. Alors que les Thoniers jouent en CFA 2 (5e division), Nicolas Cloarec arrive à la tête de l'équipe concarnoise et va en huit saisons au club, faire remonter le club en troisième division (National) et atteindre les quarts de finale de la Coupe de France, encore aujourd'hui le record du club. À la suite de la démission de Nicolas Cloarec, le club choisit Benoît Cauet qui malgré des résultats décevants, va faire professionnaliser le club notamment en passant tous les joueurs en contrat fédéral. Après le départ de Benoît Cauet, c'est Stéphane Le Mignan qui va lui succéder et va réussir à faire monter le club en Ligue 2 pour la première fois de son histoire. Après 4 ans en tant qu'entraîneur, Stéphane Le Mignan quitte le club lors de sa descente en National et est remplacé par Stéphane Rossi.
| Pays | Nom                          | Période     |  | Pays               | Nom               | Période     |
| ---- | ---------------------------- | ----------- |  | ------------------ | ----------------- | ----------- |
|      | André Morvan                 | 1928 - 1933 |  |                    | Živko Slijepčević | 2001 - 2004 |
|      | Lazare Gianessi              | 1960 - 1962 |  | Yvon Le Roux       | 2004              |             |
|      | Jacques Debeillex            | 1963 - 1967 |  | Antoine Legendre   | 2004 - 2005       |             |
|      | Georges Vinsonneau           | 1967 - 1970 |  | Michel Jarnignon   | 2005 - 2007       |             |
|      | Marcel Le Borgne             | 1970 - 1976 |  | Pascal Laguillier  | 2007 - 2008       |             |
|      | Daniel Guillou               | 1976 - 1980 |  | Serge Le Dizet     | 2008 - 2009       |             |
|      | René Le Lamer                | 1980 - 1984 |  | Nicolas Cloarec    | 07/2009 - 11/2018 |             |
|      | Daniel Guillou               | 1984 - 1992 |  | Pascal Laguillier  | 11/2018 - 01/2019 |             |
|      | Patrick Toulc'hoat           | 1992 - 1993 |  | Benoît Cauet       | 01/2019 - 02/2020 |             |
|      | Jean-Luc Léon                | 1993 - 1995 |  | Pascal Laguillier  | 02/2020 - 03/2020 |             |
|      | Bernard Marin                | 1995 - 1996 |  | Stéphane Le Mignan | 03/2020 - 05/2024 |             |
|      | Jean-Yves Kerjean            | 1996 - 1998 |  | Stéphane Rossi     | 05/2024 -         |             |
|      | Jean Brélivet / Yvon Le Roux | 1998 - 2001 |  |                    |                   |             |

### Joueurs

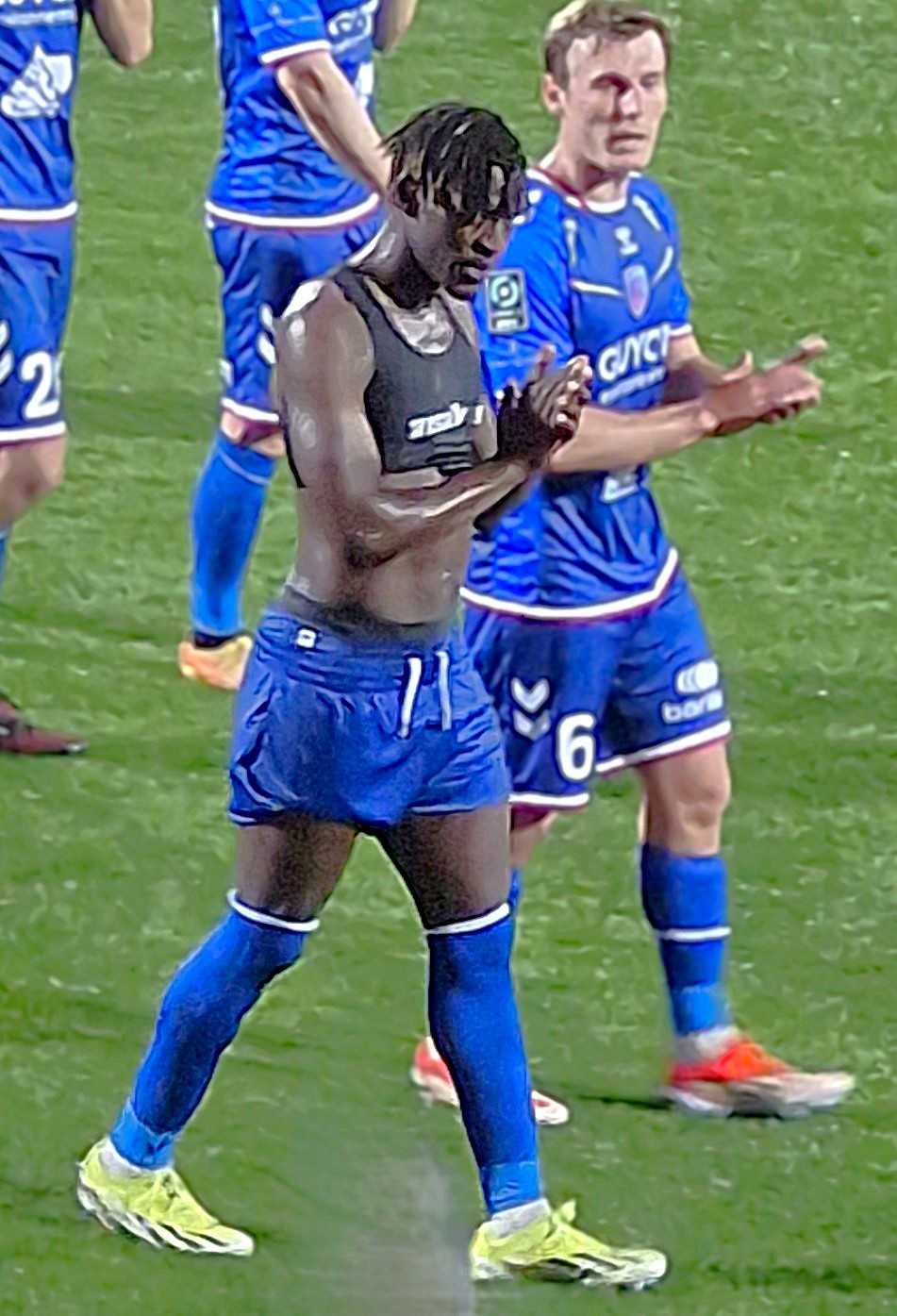
Pape Ibnou Ba, international mauritanien, joueur de l'USC entre 2023 et 2024.

Six joueurs ont disputé au moins un match sous le maillot d'une sélection alors qu'ils jouaient à l'US Concarneau pour un total de 18 sélections. Le premier d'entre eux est l'attaquant Kalen Damessi en 2017 qui dispute une sélection sous le maillot des Thoniers et au total marque un but en sept sélections. Le dernier joueur à avoir été appelé en sélection alors qu'il portait le maillot de l'US Concarneau est Pape Ibnou Ba lors de la trêve internationale de juin 2024.
Le joueur totalisant le plus de sélections en étant au club est l'attaquant Pape Ibnou Ba avec douze sélections, pour un but marqué en amical et une participation à la CAN 2023. Après Ba suivent dans ce classement le défenseur Ludovic Baal (en 2022) et l'attaquant Axel Urie (entre 2023 et 2024) avec trois sélections, l'attaquant Kandet Diawara avec deux sélections et enfin avec une sélection Kalen Damessi, Abdourahim Moina et Georges Gope-Fenepej.
Le tableau suivant donne la liste actualisée au 20 mai 2025 des joueurs de l'US Concarneau en sélection nationale, le nombre de sélections et la période correspondante, ainsi que le nombre total de sélections en incluant les périodes où le joueur était dans un autre club de football.
| Joueur               | Equipe             | Sélections | Période   | Sél. (total) |
| -------------------- | ------------------ | ---------- | --------- | ------------ |
| Kalen Damessi        | Togo               | 1          | 2016-2017 | 7            |
| Abdourahim Moina     | Comores            | 1          | 2020-2021 | 1            |
| Ludovic Baal         | Guyane             | 3          | 2021-2022 | 30           |
| Georges Gope-Fenepej | Nouvelle-Calédonie | 1          | 2022-2023 | 22           |
| Pape Ibnou Ba        | Mauritanie         | 12         | 2023-2024 | 26           |
| Axel Urie            | Centrafrique       | 3          | 2023-2024 | 7            |
| Kandet Diawara       | Guinée             | 2          | 2023-2024 | 5            |

### Effectif professionnel actuel
Le tableau ci-dessous dresse la liste des joueurs composant l'effectif de l'équipe masculine de l'US Concarneau.

## Aspects juridiques et économiques

### Aspects juridiques

#### Statut juridique et dénomination du club
En 1911, le club voit le jour sous le nom d'Union sportive concarnoise. Il conserve le nom jusqu'en 1930 où à la suite d'une fusion avec le Beuzec Sport, le club devient l'Union sportive concarnoise beuzecquoise. Le club garde ce nom jusqu'en 2017 où le club redevient Union sportive concarnoise à la suite de la création d'une SAS (société par actions simplifiées), qui gère la partie fiscalité et l'équipe principale masculine, pendant que l'association perdure et gère les autres équipes.
- 1911-1930 : Union sportive concarnoise[16]
- 1930-2017 : Union sportive concarnoise beuzecquoise[16]
- depuis 2017 : Union sportive concarnoise[138]

L'US Concarneau est une société anonyme sportive professionnelle (SASP). Cette société est liée par convention à l'association loi de 1901 de l'Association US Concarnoise qui gère les équipes amateurs du club. L'association est titulaire du numéro d'affiliation de la Fédération française de football, la SASP possède 100 % du capital. La SASP est détenue à 85 % par la société Piriou Sport Développement, dirigée par Jacques Piriou et à 15 % par des actionnaires minoritaires.

### Aspects économiques

#### Éléments comptables
Le tableau ci-dessous résume les différents budgets prévisionnels du club saison après saison.
| Saison      | 2014-2015 | 2015-2016 | 2016-2017 | 2017-2018 | 2018-2019 | 2019-2020 | 2020-2021 | 2021-2022 | 2022-2023 | 2023-2024 | 2024-2025 |
| Championnat | CFA       | CFA       | National  | National  | National  | National  | National  | National  | National  | Ligue 2   | National  |
| Budget      | 0,62 M€   | 0,9 M€    | 1,3 M€    | 2 M€      | 1,8 M€    | 2 M€      | 2 M€      | 2,1 M€    | 2,5 M€    | 6,5 M€    | 3,4 M€    |

#### Transferts les plus coûteux
L'US Concarneau a enregistré un transfert sortant record lorsque Landry Nomel quitte le club pour rejoindre le Valenciennes FC (Ligue 2) pour 500 000 €. Ce transfert détrône celui de Mario-Jason Kikonda qui avait quitté le club pour le Paris FC (Ligue 2) avec une indemnité de transfert de 120 000 €.

#### Sponsors et équipementiers
Lors de la saison 2009-2010, le club a pour sponsor l'enseigne de restauration rapide Quick. De la saison 2014-2015 à 2021-2022, le club a pour équipementier Uhlsport. Depuis une saison, l'équipementier du club est Hummel.
Le sponsor maillot principal est Guyot Environnement depuis la saison 2014-2015 et est renouvelé jusqu'en 2024, pour le maillot domicile. Le maillot extérieur et third a comme partenaire Ar Collection Hotels.
| Période   | Équipementier | Sponsor maillot                                                          |
| --------- | ------------- | ------------------------------------------------------------------------ |
| 2015–2022 | Uhlsport      | Guyot Environnement                                                      |
| 2022–2023 | Hummel        | Guyot Environnement                                                      |
| 2023–2024 | Hummel        | Guyot Environnement (domicile) Ar Collection Hotels (extérieur et third) |
| 2024–     | Hummel        | Guyot Environnement (domicile) Triangle Intérim (extérieur et third)     |

## Structures du club

### Stade Guy-Piriou

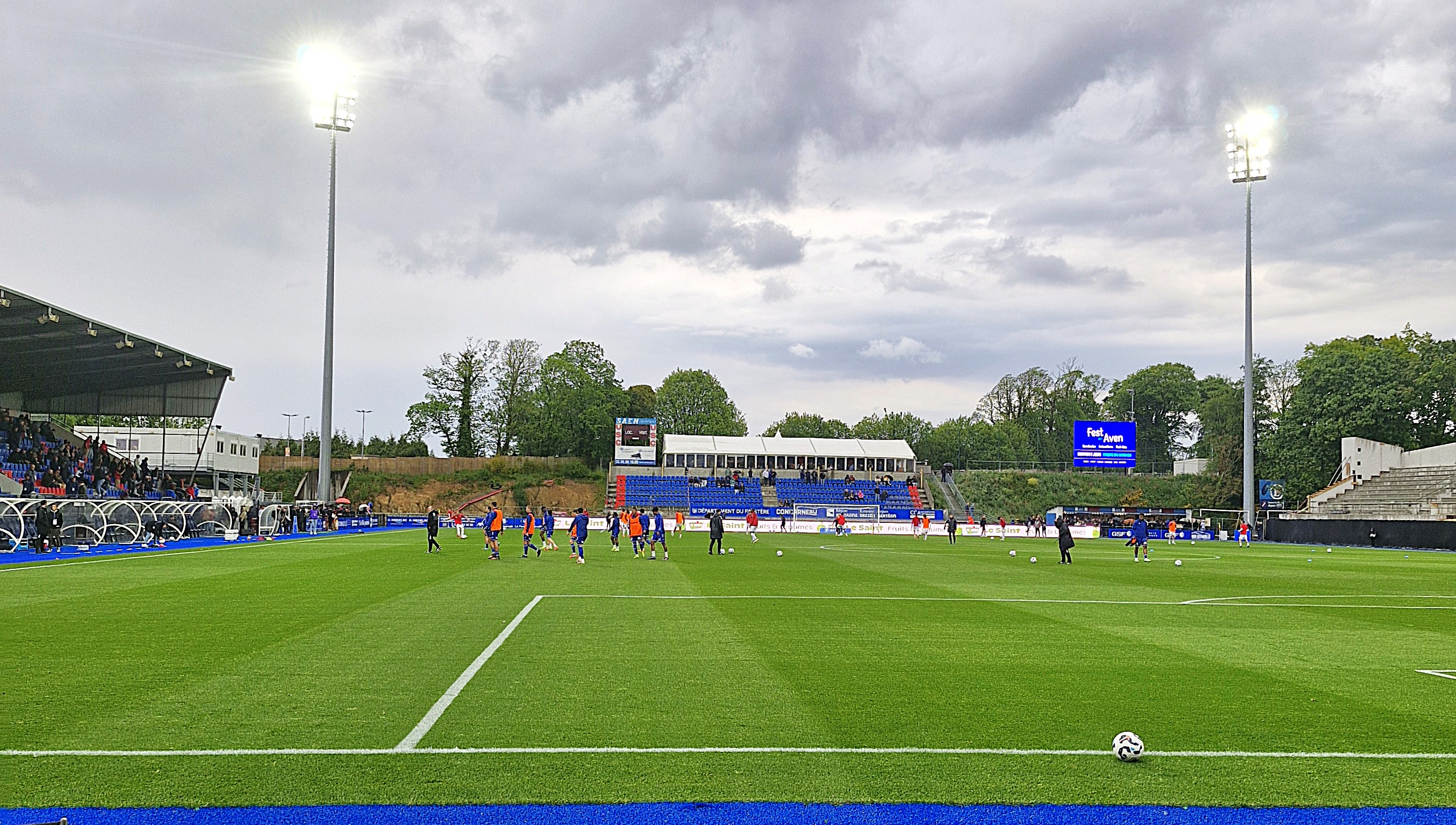
Le stade Guy-Piriou en 2025.

Le stade Guy-Piriou a une capacité de 5 800 places debout et assises dont 20 places PMR. Le stade fut inauguré en 1988 juste à côté de l'ancien stade détruit par l'ouragan en 1987. L'équipe de l'US Concarneau y joue ses matchs depuis son inauguration. Il est composé d'une tribune « Honneur » avec 1 206 places assises, les sièges sont aux couleurs du club (bleus et rouges). Le stade comporte aussi de deux petites tribunes, les tribunes « Sud » et « Est » et enfin la tribune « Nord », non couverte avec derrière une salle de conférence et un panneau d'information du score. Le record d'affluence du stade est de 6 200 spectateurs lors du match US Concarneau - EA Guingamp, le 21 janvier 2014.
Entre 2017 et 2018, le stade est rénové pour pouvoir être aux normes pour accueillir les matchs du club en National. Avant la saison 2018-2019, des bancs en bois ont été installés sur la tribune « Sud », « Est » et « Ouest ». À partir de juin 2023, une nouvelle rénovation du stade va avoir lieu afin de le mettre aux normes pour la Ligue 2.
Le stade dispose un terrain annexe qui est utilisé par l'équipe U19 jouant au championnat national U19 2023-2024. À la suite de la montée l'équipe U19 au championnat national U19 le stade est rénové pour le remettre aux normes, cette rénovation comporte notamment l'aplanissement du terrain ainsi qu'un agrandissement de celui-ci.

### Stade Yves-Tual

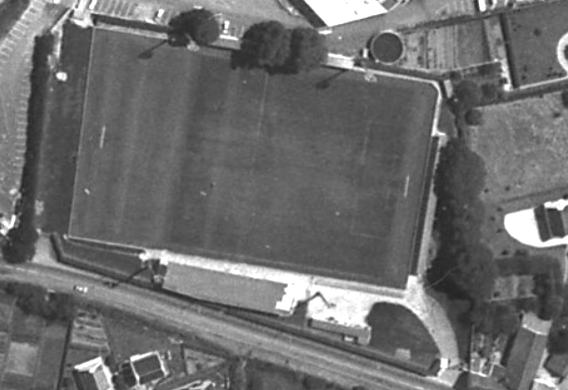
Aperçu du Stade Yves-Tual.

Inauguré en 1921, le Stade Yves-Tual fut le stade du club de son inauguration à sa destruction en 1988. Les premières tribunes y sont construites en 1925, le stade sera progressivement agrandi jusqu'à ce que l'Ouragan de 1987 ne détruisent en partie les tribunes et les projecteurs du stade. Après l'inauguration du stade Guy-Piriou l'année suivante, le Stade Yves-Tual est détruit. L'emplacement du stade est aujourd'hui occupé par le magasin E.Leclerc qui s'est agrandi sur le stade après l'inauguration du Stade Guy-Piriou.
Le stade porte le nom de Yves Tual, propriétaire du champ où le stade sera construit, qui le loua à l'US Concarneau pour que les Thoniers puissent y construire le stade et y jouer, avant que le club rachète lui le terrain en 1952.
Le record d'affluence du stade est de 5 356 spectateurs lors d'un derby opposant les Thoniers au Stade quimpérois, lors de la saison 1975-1976 de Division 3.

### Autres stades

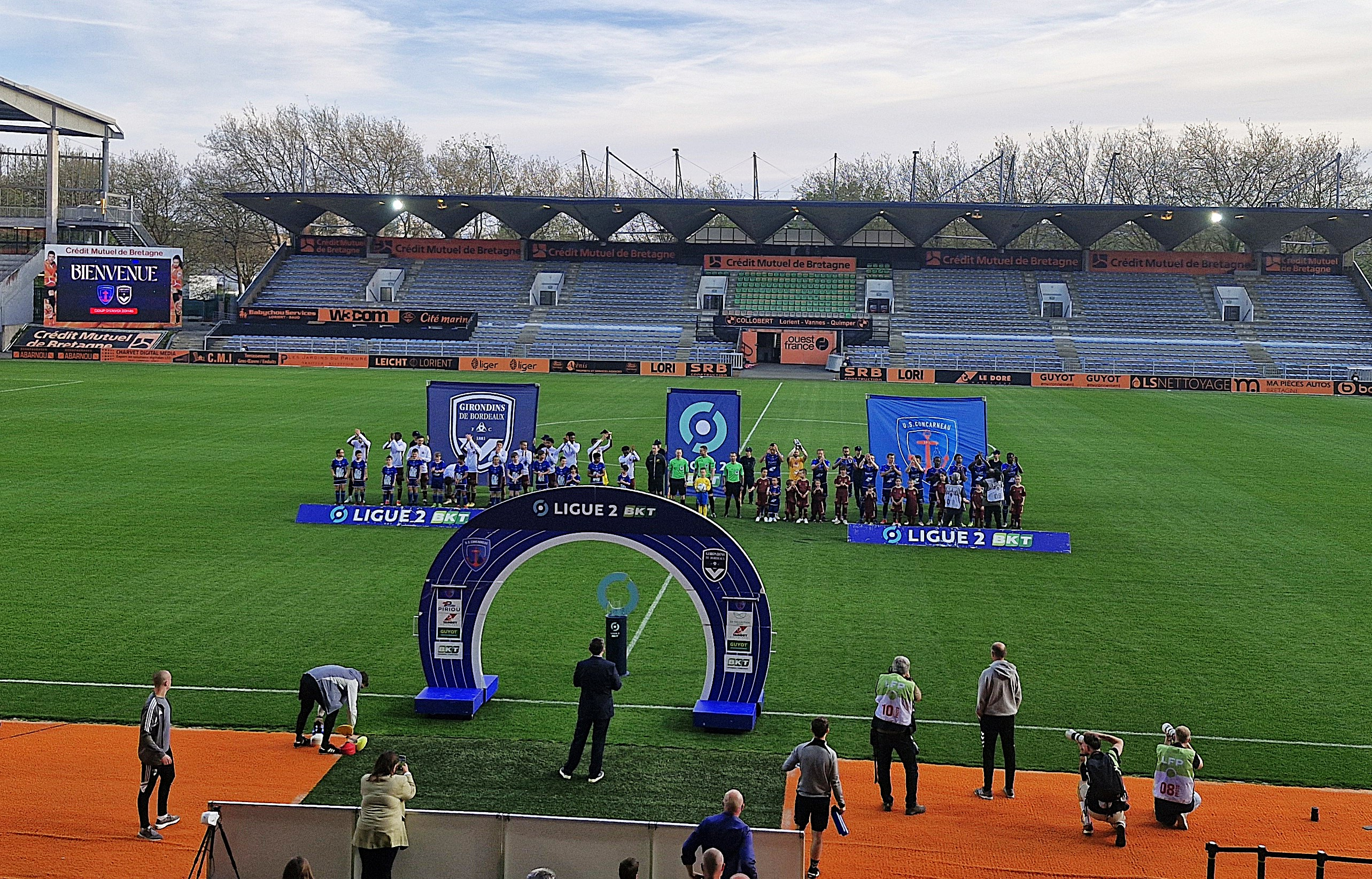
L'USC au Stade du Moustoir lors de la saison 2023-2024.

Par suite de l'indisponibilité du Stade Guy-Piriou, les Thoniers se sont retrouvés à jouer à deux reprises au Stade de Penvillers à Quimper mais ils ont aussi joué à Fouesnant et à Pont-l'Abbé, chacun à une reprise,. En Coupe de France, le club s'est retrouvé à jouer à Quimper (face au Stade brestois en 1982), au Stade du Roudourou à Guingamp (face à l'Olympique Lyonnais en 2009) et au Stade du Moustoir à Lorient (face à l'EA Guingamp en 2015).
À la suite de la montée du club en Ligue 2, le Stade Guy-Piriou n'étant pas aux normes pour la Ligue 2, le club jouera au Stade du Roudourou de Guingamp au mois d'août puis alternera entre le Stade Francis-Le Blé de Brest et le Stade du Moustoir de Lorient à partir du mois de septembre et ce jusqu'à la fin de la saison. Durant cette saison, les Thoniers évolueront aussi au Roazhon Park de Rennes et au Stade Michel-d'Ornano de Caen à la suite de l'indisponibilité du Stade du Moustoir.

### Boutique officielle
Depuis la rénovation du Stade Guy-Piriou en 2018, le club est doté d'une boutique située au niveau de l'entrée principale du stade. Avec la rénovation du stade prévue pour qu'il puisse accueillir les matchs de Ligue 2 du club, la boutique du club va être détruite et intégré dans un nouveau bâtiment construit à l'emplacement actuel de la boutique.
Cette boutique est ouverte habituellement le mercredi ainsi que les soirs de matchs et plus régulièrement lors des périodes de Noël. Il existe aussi une boutique en ligne.

## Soutien et image

### Affluence
La meilleure affluence du club au Stade Guy-Piriou est de 6 200 spectateurs lors du seizième de finale de Coupe de France opposant les Thoniers à l'EA Guingamp, alors en Ligue 1, le 21 janvier 2014. Hors de son stade, la meilleure affluence du club est de 15 615 spectateurs lorsque les Thoniers affrontent l'Olympique Lyonnais, au Stade du Roudourou à Guingamp lors des 32e de finale de Coupe de France 2008-2009.
En championnat, la meilleure affluence du club au Stade Guy-Piriou est de 5 800 spectateurs (à guichets fermés) lors d'US Concarneau - FC Martigues, le 29 avril 2023 et d'US Concarneau - Bourg-en-Bresse, le 19 mai 2023 lors de la saison 2022-2023 de National (3e division). 
Hors de son stade, la meilleure affluence du club en championnat est de 6 010 spectateurs lorsque les Thoniers affrontent l'AS Saint-Etienne, au Stade du Moustoir à Lorient lors de la 7e journée de Ligue 2 2023-2024

### Supporters
À la suite de la montée de l'US Concarneau en Ligue 2, le groupe de supporters Konk Kerne Fans 1911, Konk Kerne étant le nom breton de la ville de Concarneau et 1911, l'année de création du club, a été créé et comporte une quinzaine de membres. Il s'agit du principal groupe de supporters des Thoniers qui suit le club aussi bien à domicile qu'à l'extérieur. Le groupe existant depuis 2023 est devenu une association en juillet 2024.
Néanmoins, le groupe de supporters a créé la polémique après que des incidents aient eu lieu lors du match de Coupe de France face au Stade briochin avec notamment l'utilisation d'engins pyrotechniques et un affrontement entre un membre du groupe de supporters et un supporter du Stade briochin.
Le club compte parmi ses supporters le sélectionneur de l'équipe de France Didier Deschamps ou encore le journaliste et commentateur du Tour de France Jean-Paul Ollivier,.

### Rivalités
Il existe une rivalité entre les deux clubs de Concarneau, l'USC et l'Hermine Concarnoise (aujourd'hui en Régional 3) avec notamment un derby mémorable en 1957 mais les deux clubs ne se soient plus affrontés depuis 1979 et un derby en Coupe de France,. Une rivalité entre l'US Concarneau et le Stade plabennécois a existé durant les années 2000 et 2010 lorsque les deux équipes évoluaient toutes les deux en CFA,.

### Médias
La presse écrite régionale, notamment Ouest-France et Le Télégramme sont les deux médias publiant la majorité des articles concernant l'US Concarneau et ont chacun une page consacrée au club sur leur site internet,. Le club a créé lors de la saison 2022-2023, un magazine pour tous les matchs se jouant à domicile comprenant une interview d'un joueur du club, la présentation de l'adversaire et les actualités du club. Ce format a été conservé avec la montée de l'USC en Ligue 2,.

## Autres équipes

### Équipe réserve
L'équipe réserve du club joue actuellement en Régional 1 Bretagne. L'équipe a évolué seulement une saison au niveau national, lors de la saison 2017-2018 où la réserve concarnoise termine relégable dans le groupe Bretagne de National 3.

### Équipes de jeunes

#### Équipe U19
L'équipe U19 de l'US Concarneau évolue en Régional 1 U19 Bretagne pour la saison 2025-2026 après avoir été relégué de Championnat National U19 lors de la saison 2023-2024. L'équipe U19 du club a déjà évolué lors de trois saisons dans le Championnat National U19, entre 2019 et 2022 et lors de la saison 2023-2024,,,.
Cette équipe des moins de 19 ans joue également la Coupe Gambardella où elle a atteint les demi-finales en 1962-1963 ainsi que les quarts de finale en 2017-2018,.

#### Équipe U17
Les U17 de l'US Concarneau joueront dans le Championnat National U17 lors de la saison 2025-2026 après avoir été promu lors de la saison 2024-2025.

### Section féminine
Jusqu'en 2015, les jeunes filles et adolescentes souhaitant jouer au foot sont accueillies dans les équipes mixtes de formation, faute d'effectifs suffisants. L'USC affiche alors une politique volontariste, et annonce vouloir recruter des équipes féminines et créer une section dédiée. Cette création est effective en 2017, date à laquelle le club comporte par ailleurs de nombreux effectifs dans les groupes U12, U13 et réactive son groupe U18.
L'équipe féminine principale joue en section amateur. En 2025, après huit saisons au niveau départemental, les concarnoises sont promues pour la première fois au niveau régional, en Régional 2 (5e division).